# 501(c)
501c és l'apartat c de l'article 501 del codi federal dels impostos estatunidencs (Internal Revenue Code, IRC), instaurat en 1917. Especifica el llistat de vint-i-vuit tipus d'associacions o d'organitzacions sense ànim de lucre que estan exempts de certs imposts federals sobre els ingressos als Estats Units. Els articles 503 a 505 fixen les condicions requerides per accedir a tals exempcions. Molts dels Estats de la unió es refereixen a l'apartat 501c per a la classificació de les associacions eximides també d'imposts locals.

## Més d'un milió d'associacions
Existeixen 1,14 milions d'associacions sense ànim de lucre als Estats Units i el sector no comercial representa un 8,5% del PIB (contra per exemple un 4,2% a França). Empren un 9,3% de població activa, la qual cosa constitueix el record del món. Els estatunidencs donen cada any 250 mil milions de dòlars a les associacions sense ànim de lucre i aquestes subvencions s'exoneren d'impostos. Un 36% de les subvencions es destinen a les diferents Esglésies, 13% van a l'ensenyament, un 8,6% a la salut i un 5,4% a la cultura (o sigui 13 mil milions de dòlars). Els cinemes d'art i assaig, les fundacions, els ballets, les cases d'edicions universitàries són alguns exemples d'associacions sense ànim de lucre en l'àmbit de la cultura.
Les associacions sense ànim de lucre estan dirigides altruistamente per un consell d'administració (Board of Trustees). Els seus membres són sovint donants. Posseeixen amplis poders i defineixen les missions de l'associació. Se'ls encarrega d'augmentar els fons.
L''endowment («dotació») és part de les fonts de finançament de les associacions: es beneficia d'una suma col·locada en borsa de valors i solament els interessos són els que es gasten cada any (working capital).

## Tipologia jurídica de les associacions 501c
Aquest apartat conté vint-i-vuit paràgrafs que corresponen cadascun a un tipus d'associació sense ànim de lucre tal com són definits per la llei federal americana :
- 501c1 : societats constituïdes segons les lleis del Congrés com la Federal Credit Union Act.
- 501c2 :
- 501c3 : fundacions o organitzacions de caritat, de beneficència, religioses, científiques, literàries o educatives així com algunes associacions d'esport afeccionat. Les universitats americanes estan regulades per aquest paràgraf, així com algunes fundacions privades als Estats Units (definits per primera vegada per la Tax Reform Act of 1969). El dret estatunidenc distingeix entre les organitzacions no lucratives i les organitzacions caritatives (charitable organizations). Si tots dos dos estan lliures d'imposició fiscal, solos aquests últims poden rebre subvencions lliures d'impostos. Entre aquestes últimes, la llei distingeix les public charities (per exemple les fundacions comunals en anglès: Community foundation), com la Cleveland Foundation, de les fundacions privades (com la Fundació Rockefeller o la Fundació Wikimedia).
- 501c4 : associacions cíviques que promouen el benestar social o associacions locals d'assalariats, el nombre dels quals de membres es limita.
- 501c5 : sindicats, organitzacions agrícoles ú hortícoles.
- 501c6 : associacions de comerç, de negocis, Cambres de comerç.
- 501c7 : clubs d'oci.
- 501c8 : fraternitats, societats, ordres o associacions fraternals que garanteixen una ajuda financera en cas d'accident, de malaltia als seus membres.
- 501c9 : Voluntary Employee Beneficiary Associations, estructures de gestió de la protection social dels assalariats.
- 501c10 : associacions fraternals organitzades en gabinets, d'objectiu exclusivament religiós, caritatiu, científic, literari, educatiu o fraternal.
- 501c11 : fons comuns que administren les jubilacions dels professors.
- 501c12 : associacions locals que administren els assegurances de vida, companyies comunes de sanejament, societats cooperatives de telefonia.
- 501c13 : serveis d'enterrament o cremació sense ànim de lucre o destinats solament als seus membres.
- 501c14 : cooperatives de crèdit.
- 501c15 : societats mútues.
- 501c16 : associacions destinades al finançament de les operacions agrícoles.
- 501c17 : associacions d'assalariats.
- 501c18 : caixes de jubilació per als assalariats, creades abans del 25 de juny de 1959.
- 501c19 : associacions de veteràs militars.
- 501c20 : organitzacions que administren el serveis pla.
- 501c21 : organismes de caritat que lluita contra la neumoconiosi.
- 501c22 :
- 501c23 : associacions de veterans militars creades abans de 1880.
- 501c24 :
- 501c25 :
- 501c26 : organismes subvencionats per l'Estat que cobreix els elevats riscos per a la salut.
- 501c27 : organismes subvencionats per l'Estat de reassegurança d'assegurances d'accidents.
- 501c28 : organismes de jubilacions dels ferrocarrils nacionals .

## Àmbit d'aplicació del 501(c)(3)
Les excepcions 501(c)(3) s'apliquen a les empreses, i a qualsevol organització de comunitat, fundació, associació o fundació, organitzada i operada exclusivament per la Religió, organització caritativa, científica, les proves per a la seguretat pública, literàries o amb propòsit encaminat a l'Educació, per fomentar la competència nacional o internacional de l'esport amateur, promoure les arts, o per a la prevenció de la crueltat amb els nens o als animals.
També existeixen organitzacions de suport que sovint es fa referència en forma abreujada com a "amics de" organitzacions.